# شريان ناصف
شريان ناصف (بالإنجليزية: Median artery)‏‏ هو شريان يوجد في بعض الأحيان في البشر والحيوانات. يُوجد في حوالي 8% من الأفراد. يتواجد عند وجوده في الساعد بين الشريان الكعبري والشريان الزندي، حيثُ يسير مع العصب المتوسط ويُزود نفس البنيات التشريحية التي يزودها العصب. قد يكون هذا الشريان أحادي أو ثنائي الجانب.